# Motya inflexa
Motya inflexa är en fjärilsart som beskrevs av Morrison 1875. Motya inflexa ingår i släktet Motya och familjen trågspinnare. Inga underarter finns listade i Catalogue of Life.